# TTBG Steiner-Optik Bayreuth
Die TTBG Steiner-Optik Bayreuth e. V. 1970 ist ein ehemaliger Sportverein aus Bayreuth mit den Abteilungen Tischtennis und Basketball. TTBG steht für "Tischtennis-Betriebssportgemeinschaft".
Die Tischtennis-Herrenmannschaft spielte in den 1980er Jahren drei Jahre lang in der Bundesliga. 

## Vereinsgeschichte
Der Verein wurde am 10. Juli 1970 als Tischtennis-Betriebssportverein der Firma Steiner Optik auf Initiative der Brüder Carl und Horst Steiner gegründet. Im Jahre 1984 wurde der Basketballverein Olympia USC Bayreuth integriert, der Verein nannte sich folgerichtig um in BG Steiner Bayreuth. 1997 gaben Steiner-Brüder ihr Engagement auf, es erfolgte eine weitere Umbenennung in Basket Bayreuth. Aus diesem ging 1999 der Verein BBC Bayreuth hervor.

## Tischtennis
Die Herrenmannschaft erreichte 1983 die 2. Bundesliga Süd. Hier gelang ihr in der Besetzung Milan Orlowski (CSSR), Witold Woznica (Polen), Peter Betsch, Erwin Koppold, Reiner Kürschner und Harald Lohbauer der Durchmarsch in die Erste Bundesliga. Nach dreijähriger Zugehörigkeit mit jeweils Platz acht wurde die Mannschaft 1988 zurückgezogen. Zuvor hatte sie bei den Deutschen Pokalmeisterschaften 1986/87 das Endspiel erreicht, ein Jahr später wurde sie hier Vierter.
Von 1992 bis 1995 waren die Herren noch drei Jahre lang in der Zweiten Bundesliga vertreten.
Bekannte Spieler:
- Thomas Caselitz
- Josef Dvořáček
- Hartmut Frank
- Jürgen Hegenbarth
- Hans-Joachim Nolten